# Liste der Kulturdenkmäler in Kirschhofen
Die folgende Liste enthält die in der Denkmaltopographie ausgewiesenen Kulturdenkmäler auf dem Gebiet des Ortsteils Kirschhofen der  Stadt Weilburg, Landkreis Limburg-Weilburg, Hessen.
Hinweis: Die Reihenfolge der Denkmäler in dieser Liste orientiert sich an der Anschrift, alternativ ist sie auch nach der Bezeichnung, der vom Landesamt für Denkmalpflege vergebenen Nummer oder der Bauzeit sortierbar.
Kulturdenkmäler werden fortlaufend im Denkmalverzeichnis des Landes Hessen durch das Landesamt für Denkmalpflege Hessen auf Basis des Hessischen Denkmalschutzgesetzes (HDSchG) geführt. Die Schutzwürdigkeit eines Kulturdenkmals hängt nicht von der Eintragung in das Denkmalverzeichnis des Landes Hessen oder der Veröffentlichung in der Denkmaltopographie ab.

| Bild            | Bezeichnung              | Lage                                                                 | Beschreibung | Bauzeit                | Objekt-Nr. |
| --------------- | ------------------------ | -------------------------------------------------------------------- | ------------ | ---------------------- | ---------- |
| weitere Bilder  | Ehemaliges Backhaus      | Backesweg 3 LageFlur: 1, Flurstück: 94/1                             |              | 1825 bis 1875          | 52497 DDB  |
| weitere Bilder  |                          | Friedrichstraße 24 LageFlur: 1, Flurstück: 114                       |              | 1795 bis 1805          | 52498 DDB  |
| weitere Bilder  |                          | Hohlstraße 14/Untergasse 2 LageFlur: 1, Flurstück: 13, 14            |              | 1725 bis 1775          | 52499 DDB  |
| Bild gesucht BW | Ehemalige Schule         | Roßsteinstraße 4 LageFlur: 2, Flurstück: 163/1                       |              | 1909                   | 52501 DDB  |
| Bild gesucht BW |                          | Ruhrersgäßchen 1 LageFlur: 1, Flurstück: 28                          |              | 1525 bis 1575          | 52500 DDB  |
| weitere Bilder  | Ehemaliges Spritzenhaus  | Schulbergstraße 16 LageFlur: 1, Flurstück: 180                       |              | 1896                   | 52503 DDB  |
| weitere Bilder  | Alte Rathausschule       | Schulbergstraße 9 LageFlur: 1, Flurstück: 190                        |              | Anfang 19. Jahrhundert | 52502 DDB  |
| weitere Bilder  | Hofmauer und -tor        | Untergasse 13 LageFlur: 1, Flurstück: 748/1                          |              |                        | 52504 DDB  |
| weitere Bilder  |                          | Wingertstraße 2/4 LageFlur: 1, Flurstück: 239/40, 41/38              |              | 1725 bis 1775          | 52505 DDB  |
| Bild gesucht BW | Schleusenanlage und Wehr | LageFlur: 2, Flurstück: 7                                            |              | 1846                   | 51577      |
| weitere Bilder  | Schleusenanlage          | LageFlur: 6, Flurstück: 10/2, 11/2, 13, 15, 16/1, 16/2, 16/3, 17, 18 |              | 1825 bis 1875          | 52506 DDB  |